# Antonio Albrizzi
Antonio Albrizzi (Torricella-Taverne, 31 marzo 1773 – 1º luglio 1846) è stato un giurista e avvocato svizzero naturalizzato italiano ebbe un grande ruolo - insieme fra gli altri al noto avvocato milanese Giuseppe Marocco - nella redazione dei primi codici di leggi ticinesi, ivi compreso il Codice Civile.

## Biografia
Nacque a Torricella-Taverne da una famiglia di notai e avvocati (lo erano infatti già il nonno Giovanni Antonio e il padre Giuseppe). Egli si mise in mostra come studente modello presso il collegio dei Padri Somaschi di Lugano, tant'è che il padre fece stampare la publica disputatio che Antonio tenne il 19 agosto 1792 su svariati soggetti di filosofia e scienze. Nel 1793 egli s'iscrisse presso l'Università di Innsbruck, dove i professori lo giudicarono "ornatus ac perdoctus". Tornato in patria, iniziò nel 1796 un periodo di pratica presso lo studio del padre.
Gli eventi dell'epoca napoleonica non lo videro subito schierato sul fronte della Repubblica Cisalpina. Egli fu infatti reclutato nel corpo dei volontari, la guardia costituita fra la popolazione locale su iniziativa dei rappresentanti dei Cantoni Sovrani, che respinse il 15 febbraio 1798 l'attacco dei Cisalpini.
Una settimana più tardi l'Albrizzi partecipò alla deputazione che era stata inviata a trattare con gli emissari della Cisalpina. Tuttavia in relazione a tale operazione diplomatica fu poi accusato di essersi lasciato corrompere e quindi passò sul fronte dei Cisalpini, riuniti a Bissone. Questi comportamenti disinvolti non gli furono mai totalmente perdonati, come dimostrano le, ambigue parole dell'orazione funebre tenuta dall'avvocato Carlo Battaglini "sull'orlo di questa fossa non rammentiamo le sue pecche.... Non giudichiamo troppo severamente il nostro fratello".
Occorre dire che la decisione, forse opportunistica e obbligata del 1798, divenne successivamente per l'Albrizzi una vera scelta di vita a favore del liberalismo, se un elenco dei pregiudicati politici ticinesi redatto nel 1842 dagli Austriaci lo descrive in questo modo:
Nei lunghi anni trascorsi fra i moti del 1798 e la compilazione di quella lista l'Albrizzi aveva avuto l'occasione di percorrere un discreto cursus honorum: era in effetti stato membro del Gran Consiglio dal 1813 al 1815, del Tribunale d'Appello, della Dieta straordinaria del 1830-1831 a Berna. Egli fu pure ispettore scolastico e giornalista, in quanto collaborò con Stefano Franscini alla Gazzetta Ticinese. Si spense il 1º luglio 1846.